# Żagary (czasopismo)
Żagary – pismo literacko-społeczne wydawane w Wilnie w latach 1931–1934, związane z grupą literacką Żagary.
Pismo początkowo ukazywało się jako dodatek do wileńskiego dziennika „Słowo”, następnie w 1932 jako dodatek do „Kuriera Wileńskiego”, zatytułowany „Piony”, a od 1933, po połączeniu się z pismem „Smuga”, jako samodzielne czasopismo ponownie pod tytułem „Żagary”.
Początkowo redakcję tworzyli Teodor Bujnicki, Czesław Miłosz, Stefan Jędrychowski, Jerzy Zagórski, Kazimierz Hałaburda, Antoni Gołubiew, Jerzy Putrament. W okresie istnienia „Pionów” redagowali je Henryk Dembiński, Jędrychowski, Zagórski. W końcowym okresie pisma redagowali je Bujnicki, Dembiński, Zagórski, Miłosz, Putrament, Józef Maśliński, Aleksander Rymkiewicz, Anatol Mikułko, Mieczysław Kotlicki.
„Żagary” zorientowane były umiarkowanie lewicowo. Postulowały literaturę podejmującą zagadnienia społeczno-polityczne i etyczne. Teksty programowe publikowali zwłaszcza Bujnicki, Dembiński, Miłosz, Zagórski, Jędrychowski, Maśliński.